# Hydraena armata
Hydraena armata är en skalbaggsart som beskrevs av Edmund Reitter 1880. Hydraena armata ingår i släktet Hydraena och familjen vattenbrynsbaggar. Inga underarter finns listade i Catalogue of Life.